# Johnny Jensen
Johnny Jensen (Tønsberg, 1972. február 17. –) norvég kézilabdázó, edző. Az SG Flensburg-Handewitt korábbi beállósa. Nős és két gyermek édesapja (Filip, Mille).

## Életútja
Pályafutását a Sandefjord csapatánál kezdte, ahonnan VfL Bad Schwartau-hoz igazolt, mely csapattal 2001-ben megnyerték a német kupát. A ThSV Eisenach-tól érkezett jelenlegi csapatához, az SG Flensburg-Handewitt-hez, ahol a "Kézilabdaisten" becenevet kapta. A Flensburggal 2004-ben megnyerte a német bajnokságot és a kupát is. A szerződését 2007 decemberében 2010. június 30-áig meghosszabbították. Ezután játékosként visszavonult, és a norvég másodosztályú Nøtterøy IF segédedzője lett. A 2010–2011-es szezon közben azonban az edzősködés mellett újra pályára lépett csapatában, és így játékos edzőként megnyerte a norvég másodosztályt. 2013-ban vonult vissza véglegesen játékosként.

### Eddigi csapatai
- Sandefjord 1987-1999
- VfL Bad Schwartau 1999-2001
- ThSV Eisenach 2001-2003
- SG Flensburg-Handewitt 2003-2010
- Nøtterøy IF 2010-2013

## Sikerei
- háromszoros norvég bajnok és kupagyőztes
- német bajnok: 2004
- német kupagyőztes: 2001, 2004, 2005